# Di tutsch kronik von Behem lant
Di tutsch kronik von Behem lant (hochdeutsch: Die deutsche Chronik des Böhmenlandes; tschechisch: Rýmovaný německý překlad staročeské Dalimilovy kroniky) ist eine deutschsprachige Reimchronik des 14. Jahrhunderts.
Die Chronik behandelt die Geschichte Böhmens. Sie ist eine Übersetzung und Überarbeitung der alttschechischen so genannten Dalimil-Chronik ins Deutsche. Sie wurde wahrscheinlich zwischen 1342 und 1346 von einem deutschböhmischen Prager Kleriker verfasst. Möglicherweise war er ein Mitglied der Kreuzherren mit dem Roten Stern. Deren Hospital St. Franziskus, das vom König Johann von Böhmen gefördert wurde, lag in der Prager Altstadt.
Der Verfasser wich mehrfach von seiner Vorlage ab. Während die Dalimil-Chronik fremdenfeindliche, vornehmlich deutschfeindliche Züge enthält, werden die Deutschen in der Übersetzung verteidigt. Manche Geschehnisse stellte er ausführlicher oder nach eigener Beobachtung dar. So kann vermutet werden, dass er den Einsturz der Judith-Brücke 1342 als Augenzeuge erlebte. Während die tschechische Vorlage 5569 Verse umfasst (Neuedition), besteht die deutsche aus 7515 Versen.
Die einzige Handschrift der Chronik wird im Archiv der Prager Burg in der Bibliothek des Metropolitankapitels unter der Signatur Cod. G 45 aufbewahrt.